# Seabrook Farms
 (août 2025).
Seabrook Farms est une census-designated place située dans le comté de Cumberland, dans l’État du New Jersey, aux États-Unis. Lors du recensement de 2020, elle compte 1 508 habitants.